# گوچار
گوچار (به انگلیسی: Gauchar) یک منطقهٔ مسکونی در هند است که در بخش چمولی واقع شده‌است. گوچار ۷٬۳۰۳ نفر جمعیت دارد.